# Глиненка (приток Тетевы)
Глиненка (укр. Глинянка) — правый приток Тетевы, протекающий по Городнянскому району (Черниговская область, Украина).

## География
Длина — 7 км.
Русло слабо-извилистое, шириной 6 м и глубиной 1,8 м. Пойма занята очагами заболоченных участков с тростниковой растительностью, лесов.
Река берёт начало на болотном массиве юго-восточнее села Лемешовка (Городнянский район). Река течёт на юго-восток, северо-восток. Впадает в Тетеву в селе Бериловка (Городнянский район).
Притоки: (от истока к устью) нет крупных
Населённые пункты на реке: (от истока к устью)
1. Бериловка